# Union des étudiants juifs de France
 (novembre 2016).
Si vous disposez d'ouvrages ou d'articles de référence ou si vous connaissez des sites web de qualité traitant du thème abordé ici, merci de compléter l'article en donnant les références utiles à sa vérifiabilité et en les liant à la section « Notes et références ».
L'Union des étudiants juifs de France (UEJF) est une association issue de la Résistance juive en France créée en 1944, qui souhaite représenter les étudiants juifs en France.

## Histoire

### Fondation
L'UEJF est née à l'initiative d'un groupe d'étudiants juifs issus de la Résistance dirigé par Dely Tecuciano. Sa première vocation est la réinsertion dans la vie sociale, en recouvrant notamment leurs droits d'étudiants, de jeunes juifs revenus de déportation.

### Des années 1960 aux années 1990
Pendant la guerre d'Algérie le mouvement est déchiré entre les sections de la métropole qui soutiennent l'indépendance et les sections algériennes qui y sont opposées. Mais après 1962, l'UEJF participe à l'intégration des juifs d'Algérie « rapatriés » en France.
À la suite de la guerre des Six Jours en 1967 et des évènements de Mai 1968, le mouvement est au bord de la disparition. Une partie des cadres décide de faire leur aliyah en Israël tandis que d'autres s'engagent dans le militantisme d'extrême gauche (ainsi la section strasbourgeoise qui « s'autodissout dans le peuple » en 1968).
Au milieu des années 1980, l'UEJF participe à la création du mouvement SOS Racisme.
En même temps, l'UEJF commence à s'implanter dans les universités. Le mouvement se transforme progressivement et noue des liens avec l'UNEF (surtout dans sa période UNEF-ID) et la MNEF.
L'UEJF soutient les accords d'Oslo en septembre 1993, organisant quelques mois plus tôt une journée intitulée « L'étoile a rendez-vous avec la lune ».[réf. nécessaire].
En 1997, en réponse au Congrès du Front national, l'UEJF organise au même moment et à quelques mètres du parti d'extrême droite sa convention annuelle à Strasbourg. À la fin des années 1990, l'UEJF se fait connaître au travers de grands procès contre les nouveaux géants de l'internet (Yahoo, Napster...)[réf. nécessaire].

### Les années 2000
Au début des années 2000, sous la houlette de Patrick Klugman et pour faire face au déclenchement de la nouvelle Intifada et des troubles antisémites en France, l'UEJF publie Les antifeujs, livre blanc des violences antisémites en France, puis Le sionisme expliqué à nos potes où elle se déclare « sioniste » et « propalestinienne ».
Le 28 avril 2002, entre les deux tours de l'élection présidentielle, l'UEJF coorganise un rassemblement républicain au Panthéon : « J'aime la République ! ».
Par ailleurs, l'UEJF s'implique dans la transmission de la mémoire de la Shoah et la lutte contre le négationnisme et le révisionnisme. En 2002, L'UEJF organise un tour d'Europe de la mémoire, avec pour thème majeur la place de la mémoire de la Shoah dans la construction de l'identité européenne. Depuis, chaque année, l'UEJF organise un voyage similaire, où des étudiants ont l'occasion de visiter les camps d'extermination.
Dans la continuation de ce travail de mémoire, sous l'impulsion de Benjamin Abtan, l'UEJF s'est engagé pour un « dialogue des mémoires ». L'objectif de ce dialogue est de dépasser la concurrence des mémoires génocidaires. Ceci a eu pour premier aboutissement, l'organisation par l'UEJF d'un voyage au Rwanda en février 2006 et la publication d'un ouvrage Rwanda pour un dialogue des mémoires. De même, depuis 2004, l'UEJF organise chaque année en partenariat avec SOS Racisme le spectacle « Rire contre le Racisme », qui a lieu depuis ses débuts dans la salle du Zénith à Paris. Ce projet a pour vocation de réunir des comédiens et des humoristes dans le but de lutter contre le racisme. Depuis 2009, le spectacle est retransmis chaque année en Prime Time sur France 2.
Toujours en 2004, l'UEJF est fondatrice du programme Coexist, module pédagogique de déconstruction des préjugés en milieu scolaire, qu'elle mène avec SOS Racisme et la Confédération étudiante.
Le 15 mars 2009, elle organise les premières assises nationales de la lutte contre les préjugés, qui réuniront un grand nombre d'acteurs associatifs. En avril 2009, Raphaël Haddad s'illustre en lançant un nez rouge au chef d'état iranien à la tribune de l'ONU à Genève, à l'occasion de la conférence mondiale contre le racisme, Durban 2.
L’UEJF a créé Soutien J, une équipe d’étudiants bénévoles qui donnent un peu de leur temps en aidant des élèves en difficultés scolaire et financière.

### Les années 2010
En janvier 2011, sous la présidence d'Arielle Schwab, un voyage en Israël et dans les Territoires palestiniens occupés avec les représentants nationaux des organisations de jeunesse des partis politiques (Jeunes Populaires, MJS, Jeunes Démocrates et Jeunes Centristes) est organisé.
En septembre 2011, Jonathan Hayoun devient président de l'UEJF.
En septembre 2011 l’UEJF demande à Apple France de retirer l’application « Juif ou pas juif » de l'App store, renseignant sur l’identité juive de personnages célèbres. Un mois plus tard, après sa remise en ligne l’UEJF dépose une plainte contre Apple, pour constitution d’un fichier illicite.
En janvier 2012, l'UEJF et SOS Racisme alertent la classe politique sur la participation de Marine Le Pen à un bal viennois organisé par des corporations ouvertement nazies, antisémites et négationnistes. En réponse à cela l’association organise un bal antiraciste avec SOS Racisme devant le siège du Front national,.
Le 19 mars 2012, jour de l’attentat antisémite dans l’école Ozar Hatora de Toulouse, l’UEJF appelle à une grande marche silencieuse allant de République à Bastille. Elle réunira près de 20 000 personnes. Le dimanche 25 mars, une seconde marche silencieuse est organisée par l’UEJF en solidarité avec les Toulousains, SOS Racisme, la LICRA et l’Association des victimes du terrorisme.
Du 28 mars au 1er avril, l’Union des Étudiants Juifs de France organise son voyage de la mémoire annuel. Il a pour but d’emmener des étudiants en Pologne visiter des lieux d’extermination afin de mieux comprendre la spécificité de la Shoah. Cette année-là, l’UEJF emmène une délégation composée de Juifs de France et d’Iraniens afin de lutter contre le négationnisme et les discours de haine.
Du 22 au 29 avril, l’UEJF accueil pour la première fois des étudiants israéliens lors d’un projet appelé « avoir 20 ans en Israël ». Cette délégation s’est rendue dans des facultés et écoles de Paris et de Province pour parler de culture israélienne (Sciences Po Paris, Polytechnique, Lyon 2, Nanterre, l’ESJ Lille et Toulouse-Le Mirail).
Lors de leurs passages à Toulouse des appels à la haine antisémite et au meurtre des juifs ont visé ces étudiants dans l’enceinte de l’université. L’UEJF porte plainte à la suite de ces événements pour incitation à la haine raciale.
En mai 2012, Jonathan Hayoun porte plainte contre Google à la suite d'un problème dans son moteur de recherche, plaçant systématiquement le terme « juif » après celui d’une personnalité. Il s’expliquera dans une tribune paru dans le Nouvel Observateur,.
Juillet 2012 marque l’anniversaire des 70 ans de la rafle du Vel d’Hiv. L’UEJF publie un sondage réalisé avec l’institut CSA qui s’avère inquiétant : la majorité des jeunes déclarent n’avoir jamais entendu parler de la rafle du Vel d’Hiv.

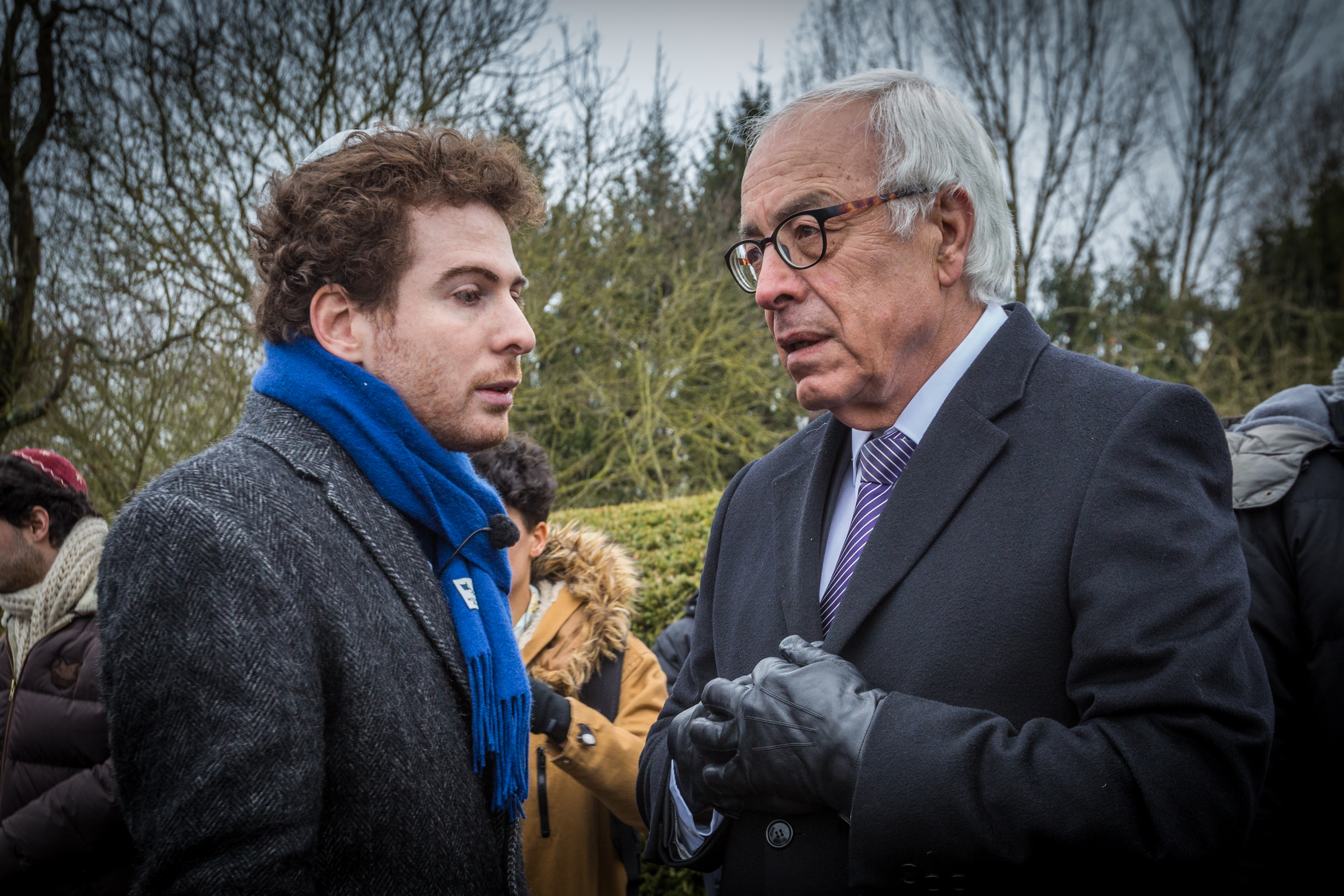
Sacha Reingewirtz en compagnie de Yossi Gal, ambassadeur d’Israël en France le 17 février 2015 à Sarre-Union.

Début octobre 2012, un record de propos antisémites s’est formé autour du mot-dièse « #unbonjuif ». Jonathan Hayoun prend position contre Twitter et demande d’urgence un rendez-vous avec Twitter France. Après cette rencontre, Twitter s’engage à retirer les tweets antisémites et racistes signalés par l’UEJF. N'acceptant pas de donner les éléments d'identification des auteurs, l’UEJF assigne Twitter France devant le Tribunal de Grande Instance de Paris le 8 janvier 2013. La décision de justice sera en faveur de l’UEJF. Twitter devra communiquer « les données en sa possession de nature à permettre l’identification de quiconque a contribué à la création des tweets manifestement illicites » et aussi « mettre en place dans le cadre de la plateforme française du service Twitter un dispositif facilement accessible et visible permettant à toute personne de porter à sa connaissance des contenus illicites, tombant notamment sous le coup de l’apologie des crimes contre l’humanité et de l’incitation à la haine raciale ».
Le 20 mars 2013 l’association étudiante attaque au pénal Twitter ainsi que son président Dick Costolo pour ne pas avoir appliqué la décision de la justice française. En effet, Twitter avait deux semaines à compter de la décision du Tribunal de grande instance de Paris donné le 24 janvier pour révéler l’identité des auteurs des tweets antisémites. L’UEJF dénonce également le refus de Twitter à mettre en place une plateforme qui permettrait aux utilisateurs de signaler les messages illégaux. Elle réclame la somme de 38,5 millions d’euros qu’elle s’engage à reverser au Mémorial de la Shoah.
En octobre 2013, Sacha Reingewirtz devient président de l’UEJF.
Depuis mai 2014, l’UEJF fait venir l’équipe de football d’Abu Gosh. Une équipe de 11 jeunes, juifs israéliens et arabes israéliens qui vont à la rencontre d’équipes françaises dans plusieurs banlieues parisiennes telles que Sarcelles, Massy ou Saint-Denis.
En avril 2014 et 2016, l’UEJF organise « Avoir 20 en Israël ». L’UEJF fait venir une délégation d’étudiants israéliens de l’association WhatIsRael pour une semaine de rencontres dans les universités de France destinée à réduire la prégnance des préjugés et amalgames sur Israël, au profit de la connaissance de l’autre et du dialogue. En 2014, une altercation avec des militants anti-sionistes à Paris VII donne lieu deux semaines plus tard à une conférence organisée par l’UEJF avec le soutien de la Présidence de l’Université.
En 2015, l'UEJF et SOS Racisme portent plainte contre 10 candidats aux élections départementales de mars 2015 pour des propos racistes et antisémites tenus sur le net, propos révélés notamment sur Reuters.
Le 10 et 11 Janvier 2015, l'UEJF participe à la grande manifestation contre le terrorisme, en hommage aux victime de Charlie Hebdo, de l'Hypercasher ainsi que les policiers abattus.
Sacha Ghozlan devient Président de l'association en 2016.
En 2017, l'UEJF lance une campagne d'affichage contre le Front national, pour l’UEJF, « l’art et la culture, que le Front national souhaite museler est un moyen d’expression fort pour lutter contre un parti qui remettrait en cause les libertés fondamentales des citoyens français ». Dans l'entre-deux-tours de l'élection présidentielle de 2017 qui oppose Marine Le Pen à Emmanuel Macron, l'UEJF appelle à voter contre la candidate FN.
À l’occasion de son 36e congrès, organisé du 13 au 16 juin 2019, l’Union des étudiants juifs de France (UEJF) élit son nouveau bureau exécutif. Noémie Madar, jusqu’alors secrétaire nationale, est élue présidente de l’association, succédant ainsi à Sacha Ghozlan.

### Depuis 2020
Plus récemment et à la suite de la nomination de Gabriel Attal comme Premier ministre à hôtel de Matignon en janvier 2024, elle s'est plainte d'attaques antisémites puis homophobes, notamment sur X,, dénonçant aussi une vague de haine à l'égard de ce dernier dans certains titres de presse étrangers ainsi que sur les réseaux sociaux,, et réclamant globalement des sanctions et notamment en tête d'affiche le site d'Égalite et Réconciliation de Soral, étant accusé régulièrement de faire la promotion du complotisme voire axées sur l'antisémitisme dont Musk, voulant mettre en application le Dsa, réglementation ayant cours depuis le 25 août 2023,.
Le 28 Septembre 2023, L'UEJF publie un sondage IPSOS montrant que neuf étudiants juifs sur dix subissent de l'antisémitisme durant leurs études.

#### Interventions depuis le7 octobre 2023
Cette section est promotionnelle ou publicitaire (décembre 2024). Considérez son contenu avec précaution et/ou discutez-en.
Le 9 octobre 2023, l'UEJF rejoint l'appel du CRIF pour la marche soutenant Israël, malgré la présence du RN, à la suite des attentats du 7 octobre.
À partir du 16 octobre, l'UEJF organise régulièrement des collages, les affiches sont liées avec l'actualité comme les marches féministes ou des intervenants faisant polémique. Les affiches montrent souvent les otages du 7 octobre ainsi que des slogans dénonçant le terrorisme et l'antisémitisme.
Le 22 octobre, l'UEJF appelle à une manifestation pour la libération des otages face à la cour de l’École Militaire. Une table est mise en place avec 200 chaises et couverts vides pour montrer le manque que les otages procurent.
Le 31 octobre 2023, Samuel Lejoyeux fait une intervention sur BFMTV dans lequel il répond à Alma Dufour sur les liens entre antisémitisme et Israël,.
Le 12 mars 2023, une étudiante membre de l'UEJF est exclue d’un amphithéâtre, renommé « amphithéâtre Gaza » pour l’occasion, lors d’une occupation organisée par l’association Comité Palestine à Sciences Po Paris. Cette exclusion aurait été motivée par son identification en tant que « sioniste ». La direction de Science Po et la ministre de l'Enseignement supérieur Sylvie Retailleau condamnent la mobilisation. Sylvie Retailleau qualifie ces agissements d'« intolérables » et « choquants »,,,.
Le 13 mars 2023, le président de la République, Emmanuel Macron, a fermement dénoncé les propos tenus dans le cadre de cette mobilisation pro-palestinienne. Par ailleurs, la direction de l’établissement a signalé les faits au procureur de la République en vertu de l’article 40 du Code de procédure pénale, invoquant des actes à caractère antisémite,.

## Activité
Elle lutte face au racisme, l’antisémitisme, de plus elle s’engage sur des activités sociales et un travail des mémoires.
Plus d’une trentaine de sections se trouvent dans les écoles, universités et régions.

## Controverse
Le 6 octobre 2024, l'UEJF publie un tweet indiquant que leurs militants ont été victime de violences et « traînés à terre » à la suite d'un happening qui avait pour but de perturber un colloque sur les évènements du 7 octobre organisé à Pantin par le collectif Urgence Palestine et le média Paroles d'Honneur. Alors que les organisateurs nient avoir porté des coups aux membres de l'UEJF, une vidéo, postée la même journée, montre l'un des militants de l'UEJF se déplacer seul au sol en hurlant "me tapez pas !" puis "on me tape", sans que personne ne le frappe ou le violente, et qu'on entend une voix d'homme dire :  « On ne te tape pas ». La vidéo, qui devient rapidement virale sur les réseaux sociaux, semble discréditer les propos de l'UEJF qui est accusée d'avoir simulé une agression.
Le militant est par la suite identifié comme Kevin Cohen, un conseiller municipal de la commune de Romainville (Seine-Saint-Denis). Lourdement critiqué, l'élu remet sa démission fin octobre. Le maire de Romainville, François Déchy, réagit : « Ensemble, nous avons convenu que l’action qu’il avait menée n’était pas compatible avec ses devoirs et ses responsabilités d’élu municipal ».

## Présidents
- Théo Klein (1945-1950)
- Léon Ashkenazi (1950-1955)
- Éric Ghebali[54] (1984-1985)
- Marc Roshman (1990-1991)
- Yariv Abehsera[55] (1995-1996)

- Patrick Klugman (2001-2003)
- Yonathan Arfi (2003-2005)
- Benjamin Abtan (2005-2007)
- Raphaël Haddad (2007-2009)
- Arielle Schwab (2009-2011)
- Jonathan Hayoun (2011-2013)
- Sacha Reingewirtz (2013-2016)
- Sacha Ghozlan (2016-2019)
- Noemie Madar (2019-2021)
- Samuel Lejoyeux (2021-2024)
- Youssef Murciano (depuis 2024)